# Grande Loge symbolique écossaise
Pour les articles homonymes, voir GLSE.
La Grande Loge symbolique écossaise (GLSE) fut créée en 1880 à partir de douze loges du Suprême Conseil de France, et disparut entièrement en 1911. Grande loge d'orientation libertaire, sur ses trente et une années de vie agitée, elle fut notamment à l'origine de l'entrée des femmes en franc-maçonnerie à la fin du XIXe siècle, fut une des causes de la création de la Grande Loge de France, et permit par ses combats, l'approfondissement de la laïcité française.

## Première période
Des tentatives d'émancipation des loges symboliques (trois premiers grades) face à l'autorité et au conservatisme du Suprême Conseil écossais (Rite écossais ancien et accepté), structure pyramidale dont elles dépendaient, avaient déjà eu lieu en 1848  et surtout en 1868. 

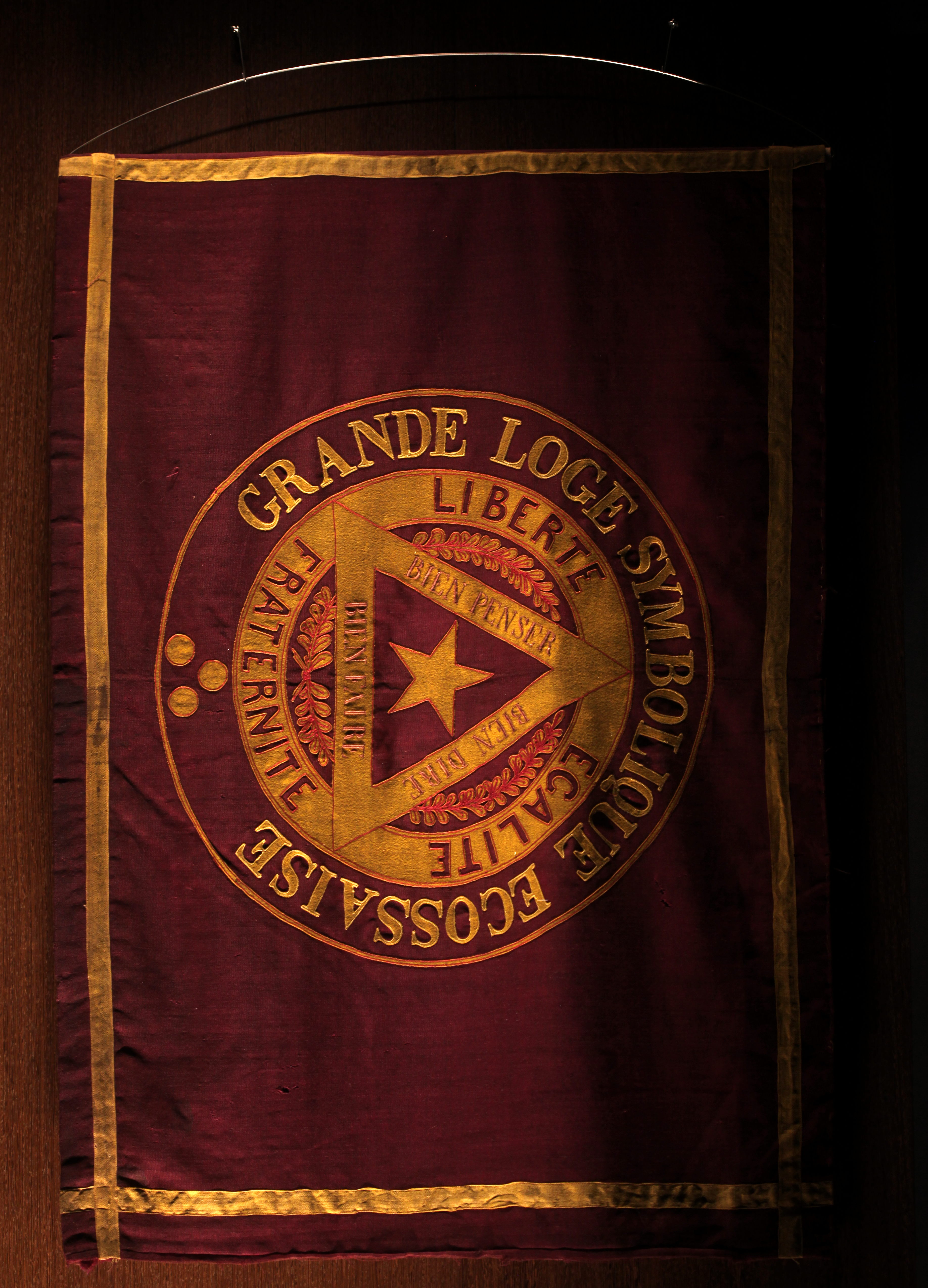
Bannière rouge de la GLSE, vers 1880. Exposée au Musée de la franc-maçonnerie à Paris.

En 1880, douze loges décident de rompre avec le Suprême Conseil écossais ou de France et de créer une obédience strictement dévolue aux loges symboliques des trois premiers grades de la franc-maçonnerie, selon une constitution démocratique. L'opposition avec le Suprême Conseil est à ce moment complète et les ponts sont rompus. Elle totalise au moment de sa création un peu moins de 700 frères et crée de nouvelles loges tout en attirant d'autres loges à sa suite, ce qui fera petit à petit fléchir l'attitude intransigeante du Suprême Conseil écossais. Elle culmine en 1883 à 1 450 frères, puis stagne et entame un lent déclin.
Dans un premier temps, cette obédience va essayer de fusionner avec le Grand Orient de France (GODF), qui la reconnaît dès 1880, sur des bases démocratiques et sous la réserve d'une séparation réelle entre le GODF et son Grand Collège des Rites. Cette fusion, effectivement discutée entre les représentants des deux obédiences, ne se fera pas, mais provoquera (c'est une des causes) la refonte des statuts du GODF en 1884. Ses combats seront multiples et notamment sur le plan de la laïcité et de la gratuité de l'enseignement.
Ses relations internationales sont assez remarquables, notamment avec le Grand Orient de Belgique, également traversé par des puissants courants de pensées; et qui partage avec elle des préoccupations sociales communes : l'instruction publique et la laïcité, la libre pensée et la montée du « socialisme » dont le caractère à ses débuts est de type anarchiste, la lutte contre le cléricalisme, la condition ouvrière et les bases du syndicalisme, etc.
À partir de 1887, des discussions débutent pour la fusion des loges de la GLSE avec les loges symboliques du Suprême Conseil de France, (les membres de la GLSE espéraient ainsi accroître leur action dans la société) sur base d'une nouvelle obédience démocratique à créer, séparée et indépendante du Suprême Conseil, regroupant uniquement les loges symboliques.  
Cela mènera le Suprême Conseil à créer la Grande Loge de France en 1894 en vue de cette fusion. Elle ne se fera pas à ce moment, les dissensions apparaissent à nouveau parce que les frères de la GLSE sont peu satisfaits des résultats obtenus de la négociation, en rapport à leurs objectifs.

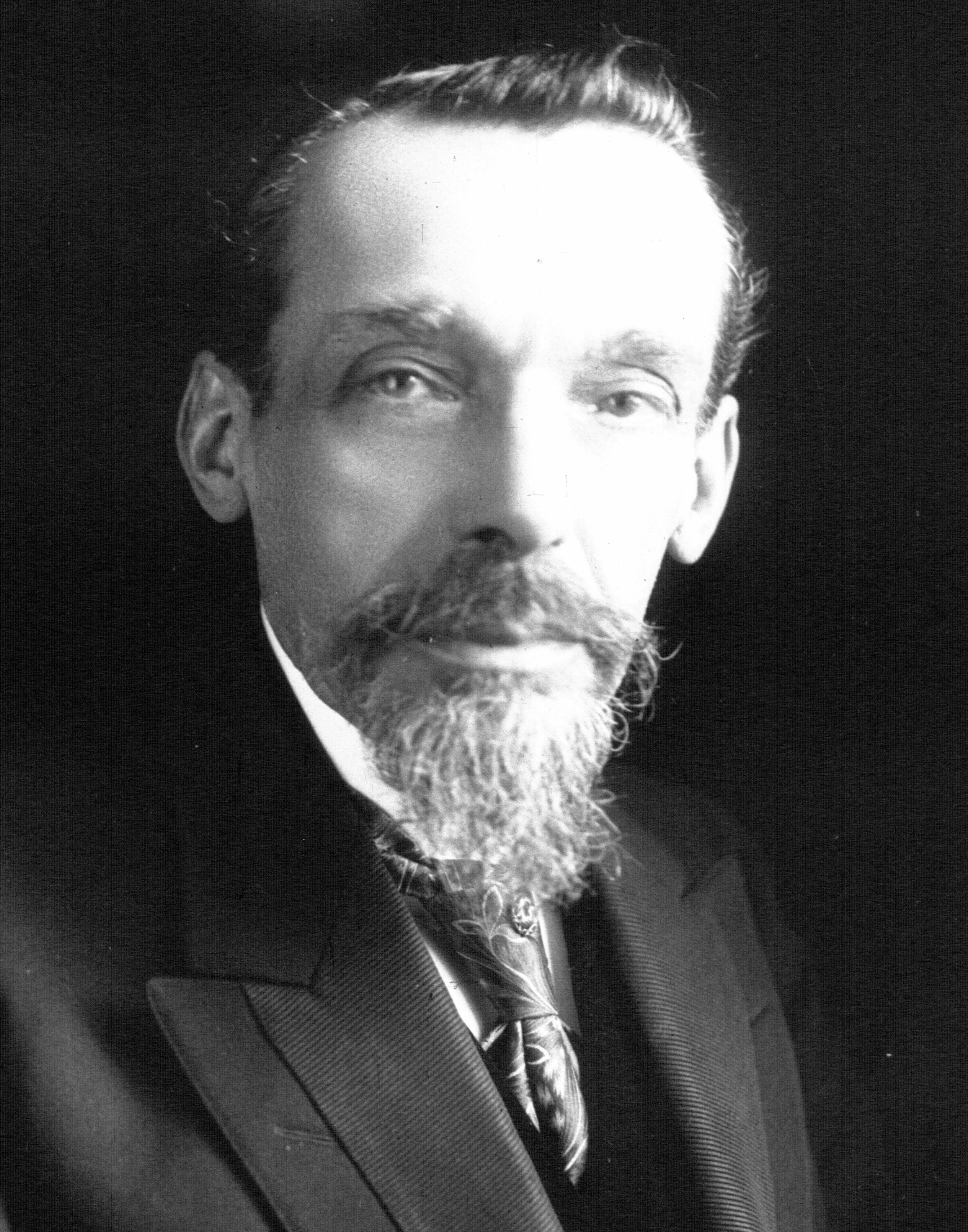
Gustave Mesureur.

Parmi les grands maîtres de cette obédience, certains ont marqué l'histoire et l'histoire maçonnique contemporaines. Il s'agit par exemple de Gustave Mesureur (1883, 1887, 1894 ; « l'Olivier écossais » et « la Justice » ; formation du parti radical français), de Georges Martin (1881 ; « Union et Bienfaisance » et « La Jérusalem Écossaise » ; création de l'obédience mixte le Droit humain).

Paul Goumain-Cornille (les « Libres Penseurs ») fut le premier grand maître de cette obédience (et ensuite en 1884 et 1890). Il va s'appuyer sur Condorcet pour établir le droit des loges d'initier des femmes : 

« Si je ne lui -la GLSE- reconnaît pas le droit d'empêcher un atelier d'admettre des femmes en son sein, je lui conteste également le droit d'établir que tous les ateliers devront inscrire le principe de l'admissibilité des femmes dans leurs règlements particuliers . »

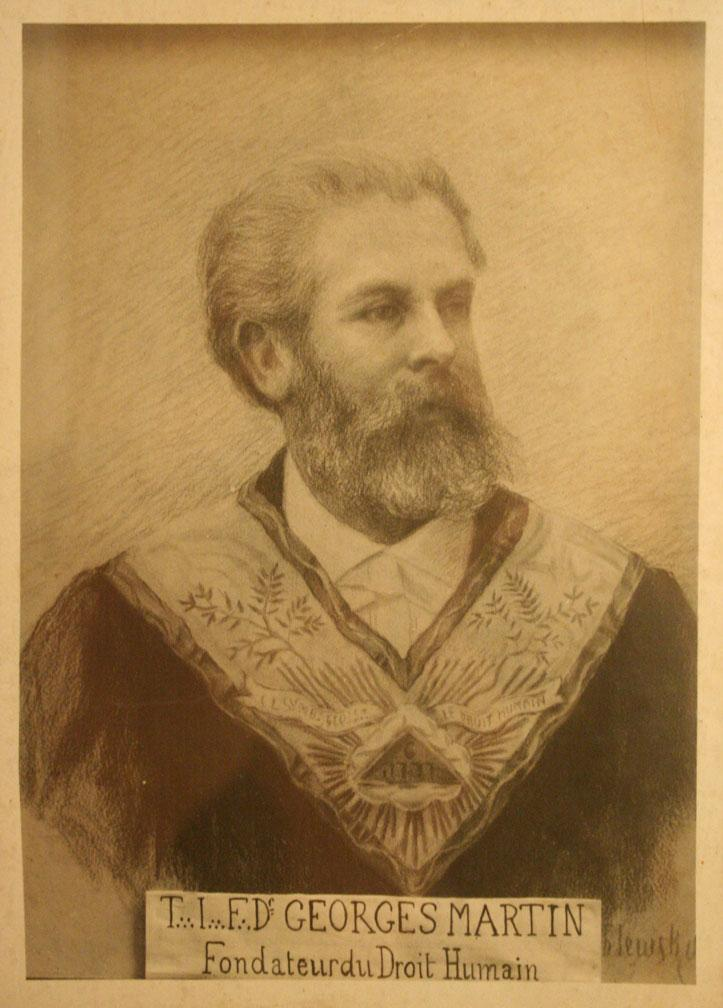
Georges Martin.

D'autres frères importants pour l'évolution de la franc-maçonnerie y furent présents, comme Oswald Wirth, occultiste, qui écrivit de nombreux ouvrages sur le symbolisme maçonnique, ou Camille Savoire qui rénova le Rite écossais rectifié en France, et Albert Lantoine, affilié le 24 mai 1901 dans la loge « La Jérusalem écossaise » no 99.
Dès 1881, notamment Georges Martin et Paul Goumain-Cornille proposèrent l'initiation des femmes au sein de la GLSE. Celle-ci refusa le 12 septembre 1881. La loge des Libres-Penseurs (orient de Pecq) se sépara alors temporairement de la GLSE, et initia Maria Deraismes le 14 janvier 1882. Mais ce n'est qu'en début 1893, après un nouveau refus de la GLSE essuyé en 1891 par sa loge « La Jérusalem écossaise » de la proposition de créer des loges mixtes et notamment une loge « Le Droit des femmes », que Georges Martin crée en avril 1893, avec Maria Deraismes, la première loge du Droit humain. Lui-même restera cependant membre de sa loge d'origine, « La Jérusalem écossaise » et Maria Deraismes décède l'année suivante.
Les douze premières loges de 1880 sont (portant successivement les no 1 à 12 de la nouvelle obédience) : 
1. « L'Olivier écossais » (SC[9] no 38);
2. « La Jérusalem écossaise » (SC no 99) (notons qu'elle fut créée en 1807 au GODF, elle rejoindra le SC en 1845 sous le no 99);
3. « La Justice » (SC no 133);
4. « Les Hospitaliers de Saint-Ouen » (SC no 135);
5. « Les Vrais Amis fidèles » (SC no 137);
6. « La Ligne droite » (SC no 146);
7. « Les Héros de l'Humanité » (SC no 147);
8. « L'Écossaise » (SC no 166);
9. « Union et Bienfaisance » (SC no 187);
10. « La Franche Union » (SC no 189);
11. « La Sincérité » (SC no 224);
12. « Les Amis de la vérité » (SC no 89).

Certaines de ces loges ont une histoire forte, comme « L'Écossaise » qui se situe à Alexandrie, ou les « Amis de la vérité » (1844), quasi une création de la Charbonnerie et peuplées d'artisans et d'ouvriers, ou « La Justice » (la fameuse « no 133 », refusant de porter son ancien nom « Les Disciples de Saint-Vincent-de-Paul ») dans sa lutte de longue date contre l'autoritarisme du Suprême Conseil avant la création de la GLSE.

## Période intermédiaire
La fusion de 1894 avec la Grande Loge de France (GLDF) créée en 1894 à la faveur de cet objectif, n'ayant pas réussi, la GLSE va petit à petit se désagréger. Une partie des loges, en ordre dispersé, vont néanmoins s'affilier à la GLDF, une petite partie au GODF, certaines disparaîtront, et deux vont ré-créer la GLSE deuxième période.
En effet, malgré la fusion ratée, c'est en 1896 que la nouvelle Grande Loge de France arrête le principe de l'intégration des loges de la GLSE dans la nouvelle obédience. La GLSE comptait à ce moment 27 loges (pour une bonne quatre-vingtaine à la GLdF). Le ralliement ne se fera que très progressivement, dans le flottement et le désabusement par rapport aux objectifs espérés. Seule une petite moitié ralliera effectivement la GLDF entre les années 1896 et 1899. Douze disparaîtront. Et 5 à 6 rallieront le GODF. Certaines feront un va-et-vient et rejoindront les rescapées de la GLSE, comme « La  Jérusalem écossaise » en 1898, après s'être affilié en 1896 à la GLDF et peut-être aussi (?) au GODF (l'instabilité a été complète). 

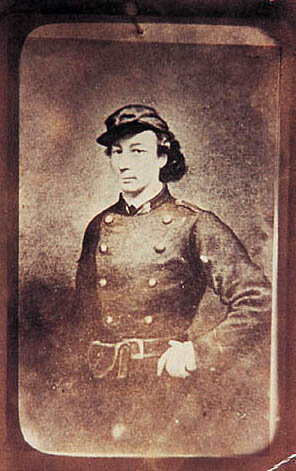
Louise Michel en costume de fédéré - durant la "Commune de Paris".

Françoise Jupeau-Réquillard fait une tentative de comptage :
Rallieront la GLDF : « L'Olivier écossais » (à la charnière 1896-1897), « Justice » (début 1897), « Héros de l'Humanité » (décembre 1897), « Le Travail et les Vrais Amis fidèles » (fin 1898?), « Persévérants écossais » (1899), « Réforme » (?), « Rive gauche maçonnique » (fin 1896), « Équerre » (fin 1897), « Qui ? Vérité ! » (1898), « Progrès et Égalité », « Réveil de la Côte-d'Or ».
Rallieront le GODF : « Les Amis de la vérité » (qui est la plus vieille des loges anciennement SCDF), « La Jérusalem écossaise » (en termes d'intention), « Les Amis des Hommes », « Sincère Amitié », « Fraternité-Progrès », « Les Inséparables de l'arc-en-ciel » (en termes d’intention).
Commence à ce moment l'affaire Dreyfus (condamné en 1894 ; le « J'accuse » d'Émile Zola date de 1898). Cette affaire va resserrer les liens entre le GODF et la GLDF. Ceci aura comme conséquence d'isoler très largement la GLSE deuxième période.

## Deuxième période
Deux loges de l'ancienne GLSE vont se maintenir et refonder la GLSE, en conservant les anciens statuts. Il s'agit des loges « Diderot » et « Les Inséparables de l'arc-en ciel». Deux autres vont rapidement s'y agréger dès 1898 : ce sont « la Jérusalem écossaise » et « La Philosophie sociale » (la loge où Louise Michel sera initiée en 1904). Elle porte alors le titre de « Grande Loge symbolique écossaise, mixte et maintenue »  et comptera à son maximum neuf loges, dont huit seront parisiennes, elle sera d'une grande instabilité et largement anarchiste.

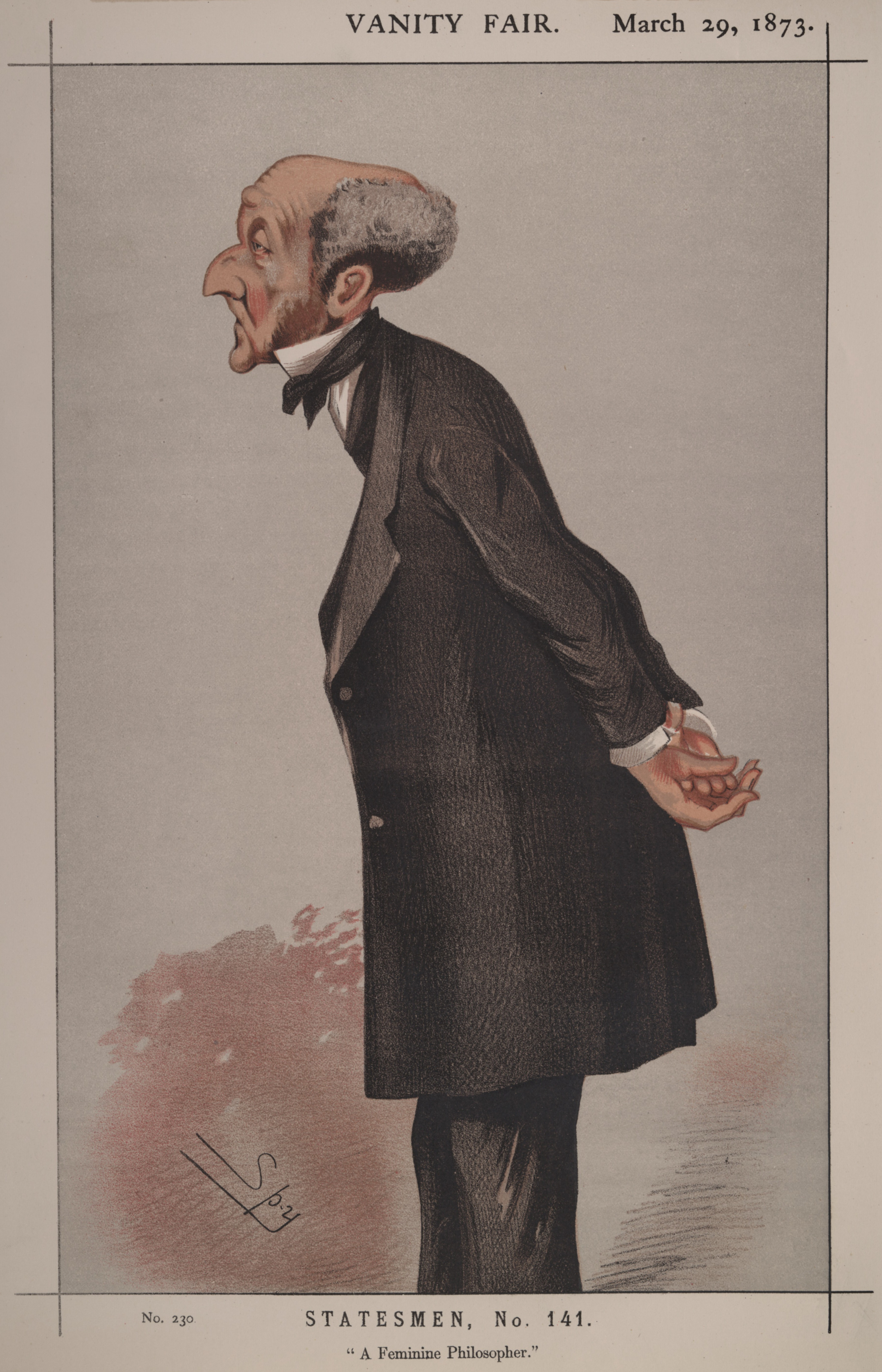
John Stuart Mill.

Cependant son importance dans la franc-maçonnerie contemporaine ne sera pas moins importante que la première période. 
Cette introduction de la mixité provoquera l’éclatement de la « Jérusalem écossaise » en trois parties : une première partie rejoint le GODF (cette loge existait encore dans l'entre-deux guerres), une deuxième partie, avec Georges Martin, rejoint la GLDF Cette loge est toujours très vivace, elle a notamment connu dans ses rangs Albert Lantoine ou Richard Dupuy, et la dernière partie recrée un atelier au sein de la GLSE, la « Nouvelle Jérusalem », dont l'importance pour la GLFF sera majeure. Une des raisons de cet éclatement est le fait que les hommes qui furent initiés au DH et qui l'avaient rejointe, ne furent pas considérés comme valablement initiés par la GLDF lorsqu'elle tenta de rejoindre cette obédience. Ceci amènera la création d'autres loges au sein de la GLSE : « Raison triomphante », « La Solidarité » (qui reste masculine et se situe à Nevers), « L'Idéal social », la « Stuart Mill »(du nom du philosophe et féministe John Stuart Mill), dernière née créée par Madeleine Pelletier après sa condamnation maçonnique par « La Nouvelle Jérusalem » en 1906.
Cette condamnation va provoquer d'abord la mise en sommeil volontaire temporaire de la loge « Diderot » durant la suspension maçonnique d'un mois de Madeleine Pelletier, ensuite en contre-coup le départ de la loge « La Nouvelle Jérusalem » vers la GLDF (1907). C'est cette loge qui créera la première loge d'adoption stable à la GLDF. Et ce sont les loges d'adoption qui créeront la Grande Loge féminine de France. Cette obédience reprendra le flambeau du Rite écossais ancien et accepté en revendiquant la filiation sur les loges mixtes de la GLSE, qui pratiquaient toutes ce rite, via « La Nouvelle Jérusalem - GLSE », puis loge d'adoption. Cet épisode consacre également le déclin irrémédiable de la GLSE mixte et maintenue.

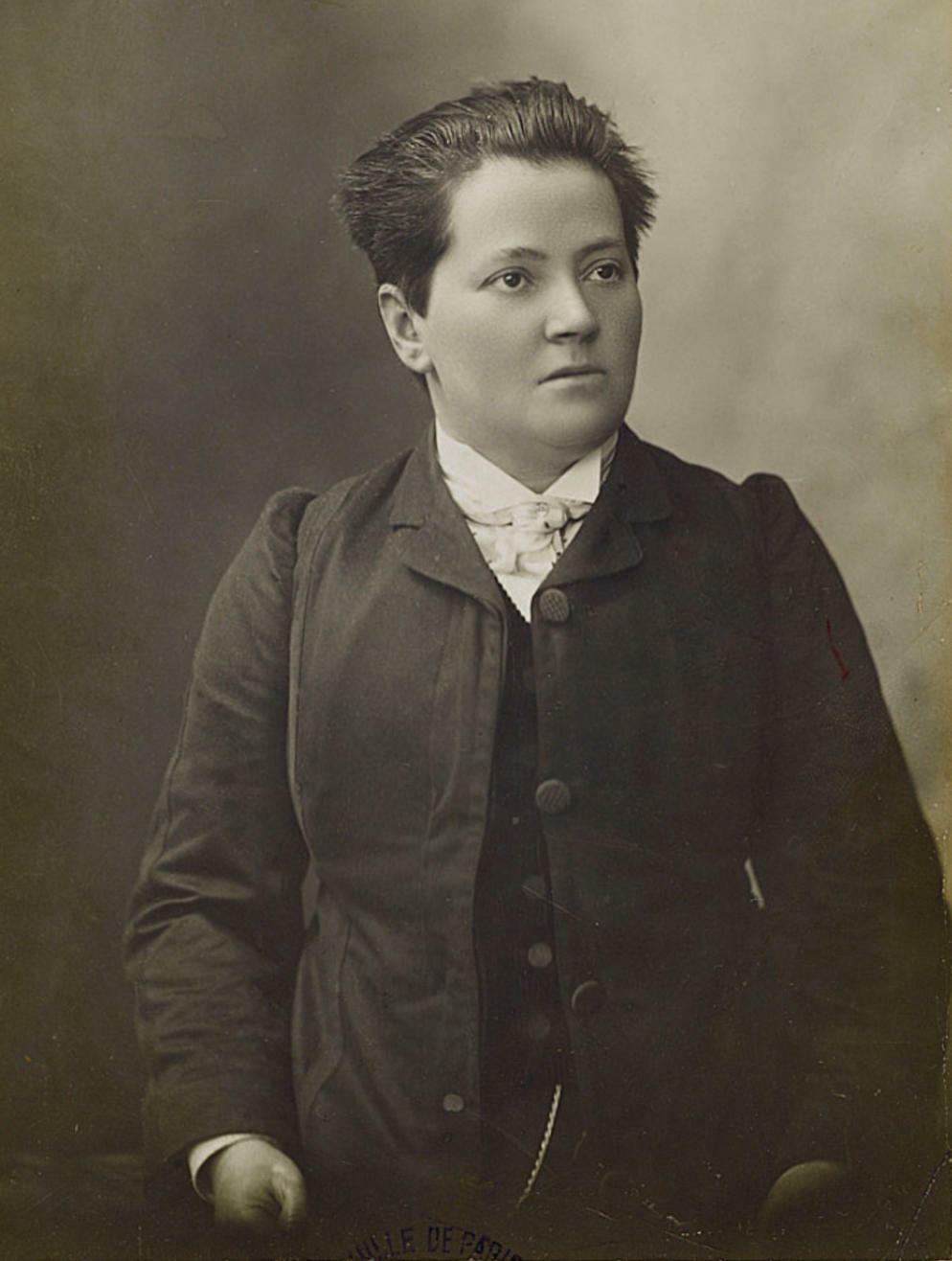
Madeleine Pelletier.

Des personnalités aussi marquées que Paul Robin et Charles Malato, ou des personnalités féminines telles que Louise Michel et Madeleine Pelletier imprimeront les caractéristiques principales de l'obédience pour cette période : lutte sociale, anarchisme, démocratie, néo-malthusianisme, libération de la femme sur le plan politique, social, familial (les luttes de Madeleine Pelletier et Nelly Roussel pour le droit des femmes de disposer de leur corps, pour l'avortement, le plaisir sexuel des femmes, contre le mariage, etc.).
Par beaucoup de côté, on est fort éloigné du Droit humain beaucoup plus centré sur la famille, qui ne les reconnaît d'ailleurs pas et leur refuse l'entrée. (Il y eut bien un échange de garants d'amitié entre le Droit humain et la loge « Diderot » de 1899 à 1901, mais peu après la décision de rendre la GLSE mixte, le Droit humain décide de la rupture des relations.)
Notons que la première femme belge initiée est Isabelle Gatti de Gamond, à la loge « Diderot » vers 1903. Elle mourut deux ans plus tard ; lors de ses funérailles à Bruxelles, c'est « la citoyenne Lepelletier - Madeleine Pelletier -, ayant ceint le cordon bleu bordé de rouge et orné des insignes maçonniques » qui prononça l'éloge maçonnique au nom de la loge « Diderot ».

## La fin

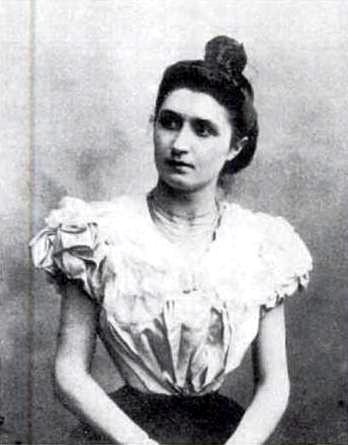
Nelly Roussel.

La loge « Les Inséparables de l'arc-en-ciel » rejoindra le GODF en 1899, « La Jérusalem écossaise », éclatée, rejoindra pour partie la GLDF et pour partie le GODF en 1901, «  La Nouvelle Jérusalem » la GLDF en 1907, la « Solidarité » de Nevers disparaît rapidement après sa création, de même que la « Raison triomphante » et « L'Idéal social », la « Stuart Mill » résiste jusqu'en 1908 puis disparaît également, la loge « Sagesse » semble rejoindre le Droit humain et la « Philosophie sociale » rejoint la GLDF en 1909.
En 1909, il ne restera donc plus que la loge « Diderot », qui finira par rejoindre la GLDF en 1911, terminant l'histoire étonnante de cette grande loge, si importante dans l'histoire contemporaine de la franc-maçonnerie française et internationale.